# Ratchet & Clank (film)
Ratchet & Clank är en amerikansk och kanadensisk 3D-datoranimerad, science fiction- och actionkomedifilm baserad på plattformsspel-serien med samma namn. Serieskaparna Insomniac Games hjälpte till med filmens produktion, manus, karaktärsutveckling och animation. Filmen regisserades av Jericca Cleland och Kevin Munroe, och har ett manus skrivet av den ursprungliga Insomniac Games författaren TJ Fixman. Flera gruppmedlemmar från spelen  repriserar sina respektive röstroller, och material från plattformsspelet används i filmen. Filmen släpptes på bio i USA den 29 april 2016.

## Rollista
| Roll             | Engelska röster     | Svenska röster            |
| ---------------- | ------------------- | ------------------------- |
| Ratchet          | James Arnold Taylor | Jonas Bane                |
| Clank            | David Kaye          | Göran Berlander           |
| Chairman Drek    | Paul Giamatti       | Fredrik Hiller            |
| Grimroth         | John Goodman        | Jan Åström                |
| Cora             | Bella Thorne        | Elina Raeder              |
| Elaris           | Rosario Dawson      | Charlotte Ardai Jennefors |
| Victor Von Ion   | Sylvester Stallone  | Andreas Rothlin Svensson  |
| Captain Qwark    | Jim Ward            | Andreas Nilsson           |
| Doctor Nefarious | Armin Shimerman     | Anders Öjebo              |
| Brax             | Vincent Tong        | Kim Sulocki               |
| Zed              | Andrew Cownden      | Mattias Knave             |

- Övriga röster – Annelie Berg Bhagavan, Annica Smedius, Dick Eriksson, Figge Norling, Hans Wahlgren, Joakim Jennefors, Kristian Ståhlgren, Leon Pålsson Sälling, Love Stenmark, Ole Ornered
- Översättare – Anna Wärn
- Dialogregissör – Robin Larsson Asp, Angela Åkerblom
- Inspelningstekniker – Robin Larsson Asp
- Svensk version producerad av Cineast Dub AB[2]